# 武藤嘉文
武藤 嘉文（むとう かぶん、1926年〈大正15年〉11月18日 - 2009年〈平成21年〉11月4日）は、日本の政治家。位階は正三位。自由民主党所属の衆議院議員、農林水産大臣（第3代）、通商産業大臣（第51代）、外務大臣（第115代）、総務庁長官（第19代）を歴任した。

## 来歴
岐阜県各務原市出身。岐阜中学 (旧制)、富山高校 (旧制)卒業。中国・上海の東亜同文書院大学に入学するが、一時帰国中に同校が敗戦によって閉校したため、戦後、京都大学法学部に転入学する。在学中は当時大学の総長だった瀧川幸辰に師事していた。1951年（昭和26年）、京都大学法学部卒業。ファミリー企業の武藤醸造（菊川株式会社、後にヒシノ）に入社する。同社副社長を経て、1959年（昭和34年）に武藤本店社長に就任。
1967年（昭和42年）、第31回衆議院議員総選挙に旧岐阜1区から自民党公認で立候補し7万3733票を獲得し2位当選。以後13回連続当選を果たした（当選同期に山下元利・増岡博之・加藤六月・塩川正十郎・河野洋平・中尾栄一・藤波孝生・坂本三十次・塩谷一夫・山口敏夫・水野清など）。田中内閣では自治政務次官を務め、1978年（昭和53年）には自由民主党副幹事長に就任する。
渡辺美智雄の側近として知られ、1979年（昭和54年）の四十日抗争では渡辺とともに非主流派に与した派閥会長である中曽根康弘から離反し、中曽根派を離脱。大平正芳首相支持に回った。11月9日に成立した第2次大平内閣では渡辺の推薦で農林水産大臣として初入閣を果たす。
その後も渡辺の主宰する派閥横断の政策集団「温知会」に所属し中曽根別働隊として動くが、しばらくして結局は渡辺とともに中曽根派に復帰した。1990年（平成2年）、第2次海部内閣の通商産業大臣に就任。ただ上記のように一度渡辺に従い、中曽根派を出戻りした経緯から中曽根元首相とは微妙な距離があったとされ、当選回数が多く政策通ながら再入閣まで11年の月日を要した。1993年（平成5年）、宮澤改造内閣の渡辺副総理兼外相の病気辞任を受け、後任の外務大臣に就任（副総理の後任は後藤田正晴法相）。1995年（平成7年）、自由民主党総務会長に就任。翌1996年（平成8年）、第2次橋本内閣で総務庁長官に就任し、また、「中央省庁の再編を中心とする行政改革を推進するため行政各部の所管する事務の調整」や「女性問題を総合的に推進するため行政各部の所管する事務の調整」を担当する国務大臣も兼務した。1997年（平成9年）、自由民主党行政改革推進本部長に就任。
2000年（平成12年）に勲一等旭日大綬章を受章。自民党では中曽根派→渡辺派→村上派→村上・亀井派→江藤・亀井派を経て亀井派に所属するが、2004年（平成16年）に亀井派を離脱し、無派閥となる。2005年（平成17年）8月13日、岐阜市内のホテルで引退を表明し、二男の容治を後継者に指名した。
2009年（平成21年）11月4日午前1時47分、膵臓癌のため東京都内の病院で死去。82歳没。

## 人物
- 通産相を経験後、通商政策を中心とした書籍を3冊著した。
- 政治家一家の3代目ということで坊ちゃん気質が抜けず、第40回衆議院議員総選挙で大平首相の急死により自民党が圧勝した歴史を念頭に、「あの時は大平さんがお亡くなりになって自民党は大勝した。宮澤さんもお亡くなりになれば自民党は勝てるかもしれないが、今の宮澤さんの健康状態ではあまり期待できそうもない」などと述べた[要出典]。

## 著書
- 『経済大国処方箋―対外経済協力への道』（国際開発ジャーナル社、1985年1月） ISBN 4875390025
- 『平成の開国―通商外交の現場から』（プレジデント社、1991年9月） ISBN 483341421X
- 『この国の衰退を救う―21世紀のグランドデザイン』（ダイヤモンド社、1999年6月） ISBN 4478180229